# Tonio Hölscher
Tonio Hölscher (* 2. November 1940 in Königsfeld im Schwarzwald) ist ein deutscher Klassischer Archäologe.

## Leben
Der Sohn des Altphilologen Uvo Hölscher und der Germanistin Dorothea Hölscher-Lohmeyer legte 1959 sein Abitur am Gymnasium Steglitz in Berlin ab. Er studierte von 1959 bis 1965 Klassische Archäologie, Alte Geschichte und Klassische Philologie an der Universität Heidelberg, der Universität Rom und der Universität Freiburg. Die Promotion über das Bild der Siegesgöttin Victoria erfolgte 1965 bei Roland Hampe in Heidelberg, wo er bis 1966 als Assistent am Archäologischen Institut tätig war. Nachdem er 1966/1967 das Reisestipendium des Deutschen Archäologischen Instituts erhalten hatte, wurde Hölscher Assistent an der Universität Würzburg bei Erika Simon. Dort habilitierte er sich 1972 mit einer Arbeit über die griechischen Historienbilder der klassischen Zeit. Anschließend war er als Oberassistent und Privatdozent tätig. 1975 wurde er ordentlicher Professor für Klassische Archäologie an der Universität Heidelberg. 2009 wurde er emeritiert, jedoch vertrat er seinen Lehrstuhl auch im Wintersemester 2009/2010. Nachdem der vakante Lehrstuhl von 2010 bis 2015 durch Caterina Maderna vertreten worden war, trat 2015 Nikolaus Dietrich die Nachfolge Hölschers an.
Hölscher ist Mitglied der Heidelberger Akademie der Wissenschaften, der Academia Scientiarum et Artium Europaea in Salzburg, der Academia Europaea in London (2000), der Accademia di Archeologia, Lettere e Belle Arti in Neapel, der Accademia Nazionale dei Lincei in Rom, des Deutschen Archäologischen Instituts und des Österreichischen Archäologischen Instituts. Bekannt sind seine Forschungen zur politischen und gesellschaftlichen Funktion antiker Bildwerke, für die er 2005 mit dem Lautenschläger-Forschungspreis der Universität Heidelberg ausgezeichnet wurde. Hölscher war Mitglied im wissenschaftlichen Beirat der populärwissenschaftlichen Zeitschrift Abenteuer Archäologie. Er ist mit der Klassischen Archäologin Fernande Hölscher verheiratet.

## Schriften
- Victoria Romana. Archäologische Untersuchungen zur Geschichte und Wesensart der römischen Siegesgöttin von den Anfängen bis zum Ende des 3. Jhs. n. Chr. von Zabern, Mainz am Rhein 1967, (Zugleich: Mainz, Universität, Dissertation, 1965).
- Ideal und Wirklichkeit in den Bildnissen Alexanders des Großen (= Abhandlungen der Heidelberger Akademie der Wissenschaften. Philosophisch-Historische Klasse. Jg. 1971, Abh. 2). Winter, Heidelberg 1971, ISBN 3-533-02133-5.
- Griechische Historienbilder des 5. und 4. Jahrhunderts v. Chr. Konrad Triltsch, Würzburg 1973.
- Staatsdenkmal und Publikum. Vom Untergang der Republik bis zur Festigung des Kaisertums in Rom (= Xenia. Bd. 9). Universitätsverlag, Konstanz 1984, ISBN 3-87940-233-7 (in italienischer Sprache: Monumenti statali e pubblico (= Società e cultura greca e romana. Band 3). L'„Erma“ di Bretschneider, Rom 1994, ISBN 88-7062-794-2).
- Römische Bildsprache als semantisches System (= Abhandlungen der Heidelberger Akademie der Wissenschaften. Philosophisch-Historische Klasse. Jg. 1987, Abh. 2). Winter, Heidelberg 1987, ISBN 3-533-03925-0 (In italienischer Sprache: Il linguaggio dell’arte romana. Un sistema semantico (= Piccola Biblioteca Einaudi. Bd. 592). Traduzione di Francesco de Angelis. Einaudi, Turin 1993, ISBN 88-06-13294-6; in englischer Sprache: The language of images in Roman art. Translated by Anthony Snodgrass and Anne-Marie Künzl-Snodgrass. Cambridge University Press, Cambridge u. a. 2004, ISBN 0-521-66200-1; in polnischer Sprache: Sztuka rzymska. Język obrazowy jako system semantyczny. Tłumaczenie, opracowanie i wstęp Lechosław Olszewski. Wydawnictwo Poznańskie, Posen 2011, ISBN 978-83-7177-801-8).
- als Hrsg. mit Rolf Lauter: Formen der Kunst und Formen des Lebens: ästhetische Betrachtungen als Dialog von der Antike bis zur Gegenwart und wieder zurück (= Positionen zur Gegenwartskunst. Band 1). Cantz, Ostfildern-Ruit 1995, ISBN 3-89322-718-0.
- Öffentliche Räume in frühen griechischen Städten (= Schriften Heidelberger Akademie der Wissenschaften, Philosophisch-Historische Klasse. Bd. 7). Winter, Heidelberg 1998, ISBN 3-8253-0747-6, 2. Auflage 1999.
- als Hrsg. mit Adolf Borbein und Paul Zanker: Klassische Archäologie. Eine Einführung. Reimer, Berlin 2000. ISBN 3-496-02645-6.
- als Hrsg.: Gegenwelten zu den Kulturen Griechenlands und Roms in der Antike. Saur, Leipzig 2000. ISBN 3-598-73002-0.
- als Hrsg.: Klassische Archäologie. Grundwissen. Theiss u. a., Stuttgart u. a. 2002, ISBN 3-8062-1653-3, 4. Auflage 2015, ISBN 978-3-8053-4876-8, 5. Auflage 2021, ISBN 978-3-8053-5343-4, 6. Auflage 2025, ISBN 978-3-534-61045-7. In griechischer Sprache: Klasike Archaiologia, Basikes gnoseis. University Studio Press, Thessaloniki 2010, ISBN 960-12-1417-8; 2. Auflage 2019, ISBN 978-960-12-2409-1, Übersetzung Paris Papageorgiou. In italienischer Sprache: L’Archeologia Classica, Un’introduzione. Bretschneider, Roma 2010, Übersetzung Ernst Kanitz, Ariana Kanitz Medoro, ISBN 978-88-8265-581-5.
- Die Griechische Kunst. C. H. Beck, München 2007, 2. Auflage 2015, ISBN 978-3-406-76849-1, 3. Auflage 2022, ISBN 978-3-406-76849-1 (In italienischer Sprache: Il mondo dell’arte romana. Einaudi, Torino 2007, ISBN 978-88-06-19229-7, 2. Auflage 2017; in chinesischer Sprache: Gu xila yishu. Shijie chuban gongsi, Bejing 2014, Übersetzung Liang Chen.)
- als Hrsg. mit Nicolas Zenzen und Kai Trampedach: Aneignung und Abgrenzung. Wechselnde Perspektiven auf die Antithese von 'Ost' und 'West' in der griechischen Antike (= Oikumene. Band 10). Verlag Antike, Heidelberg 2013, ISBN 978-3-938032-52-7.
- als Hrsg. mit Ortwin Dally, Susanne Muth, Rolf-Michael Schneider: Medien der Geschichte – Antikes Griechenland und Rom. De Gruyter, Berlin 2014, ISBN 978-3-11-033625-2.
- La vie des images grecques. Sociétés de statues, roles des artistes et notions esthétiques dans l’art grec. Hazan, Paris 2015, ISBN 978-2-7541-0841-6. (In deutscher Sprache: Die Geschöpfe des Daidalos: Vom sozialen Leben der griechischen Bildwerke.) Verlag Antike, Heidelberg 2017, ISBN 978-3-946317-16-6.
- Visual Power in Ancient Greece and Rome. Between Art and Social Reality. University of California Press, Oakland CA 2018, ISBN 978-0-520-29493-6.
- Krieg und Kunst im antiken Griechenland und Rom. Heldentum, Identität, Herrschaft, Ideologie (= Münchner Vorlesungen zu Antiken Welten. Band 4). De Gruyter, Berlin 2019, ISBN 978-3-11-054950-8.
- als Hrsg. mit Reinhard Stupperich: Karl Bernhard Stark. Archäologie und Kunstgeschichte im 19. Jahrhundert. Akten einer Tagung in Heidelberg 10.–11. Februar 2017 (= Cyriacus. Band 13). Michael Imhof, Petersberg 2020, ISBN 978-3-7319-1033-6.
- Der Taucher von Paestum. Jugend, Eros und das Meer im antiken Griechenland. Klett-Cotta, Stuttgart 2021, ISBN 978-3-608-96480-6. In katalanischer Sprache: El nadador de Paestum. Juventud, eros y mar en la antigua Grecia. Critica, Barcelona 2022, ISBN 978-84-9199-448-0. In russischer Sprache: Nyrjal’ščik iz Pestuma. Junost', ėros i more v drevnej Grezii. Ad Marginem Press, Moskau 2023, ISBN 978-5-91103-701-7. In italienischer Sprache: Il tuffatore di Paestum. Cultura del corpo, eros e mare nella Grecia antica. Carocci, Rom 2023, ISBN 978-88-290-1822-2.
- Identität über alles? Von der Gegenwart zur Antike und zurück. Klett-Cotta, Stuttgart 2024, ISBN 978-3-7681-9825-7.[3]